# Kyoko Yano
Kyoko Yano (矢野 喬子, Yano Kyōko, Yokohama, 3 juni 1984) is een voormalig Japans voetbalster.

## Carrière
Yano speelde voor onder meer Urawa Reds.
Zij nam met het Japans vrouwenvoetbalelftal deel aan de Wereldkampioenschappen in 2003, 2007 en Olympische Zomerspelen in 2004.
Zij nam met het Japans elftal deel aan de Olympische Zomerspelen in 2008. Daar stond zij in vijf van de wedstrijden van Japan opgesteld, en Japan kwam tot de halve finale. Zij nam met het Japans elftal deel aan de Wereldkampioenschappen in 2011. Zij kwam tijdens dit toernooi niet in actie, maar Japan behaalde goud op de Spelen. Zij nam met het Japans elftal deel aan de Olympische Zomerspelen in 2012. Zij speelde de wedstrijd tegen Zuid-Afrika en Japan behaalde zilver op de Spelen.

## Statistieken
| Japans vrouwenvoetbalelftal | Japans vrouwenvoetbalelftal | Japans vrouwenvoetbalelftal |
| Jaar                        | Wed.                        | Dlp.                        |
| --------------------------- | --------------------------- | --------------------------- |
| 2003                        | 9                           | 1                           |
| 2004                        | 5                           | 0                           |
| 2005                        | 5                           | 0                           |
| 2006                        | 16                          | 0                           |
| 2007                        | 6                           | 0                           |
| 2008                        | 10                          | 0                           |
| 2009                        | 1                           | 0                           |
| 2010                        | 13                          | 0                           |
| 2011                        | 4                           | 0                           |
| 2012                        | 5                           | 0                           |
| Totaal                      | 74                          | 1                           |